# التعدين في سلطنة عمان

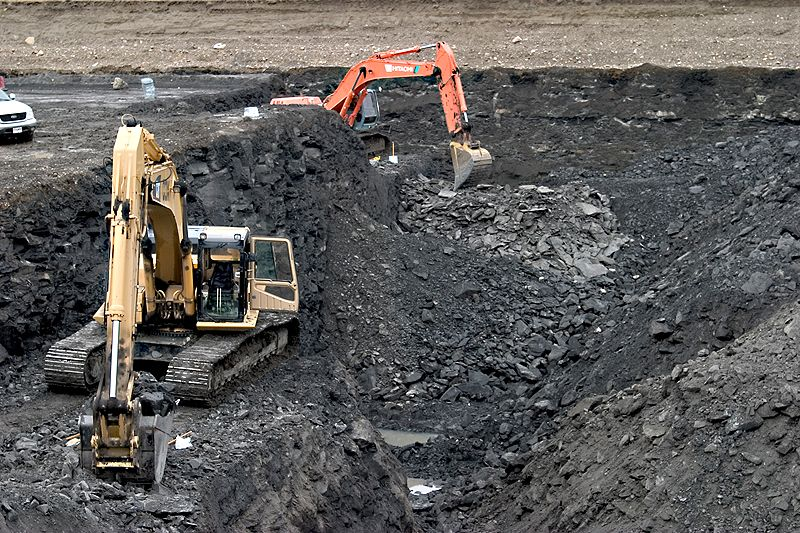
يشهد قطاع التعدين في سلطنة عُمان تطوراً ملحوظاً في السنوات الأخيرة.

تحتوي سلطنة عُمان على مصادر متنوعة من الثروات المعدنية ضمت مختلف أنواع المعادن ومنها على سبيل المثال النحاس والكروم والمنجنيز والذهب والرصاص والفضة. وتعتبر سلطنة عُمان واحدة من أقدم دول العالم التي عرفت أعمال التنقيب والتعدين منذ نحو خمسة آلاف عام باستخراج النحاس من وادي الجزي في شمال السلطنة، وبعد ظهور التكنولوجيا المتطورة وبالتعاون مع دول عديدة لها خبرات طويلة في هذا المجال، شهدت السنوات الأخيرة تطوراً ملحوظاً في عمليات التنقيب أمكن من خلالها اكتشاف مواقع جديدة ومعادن أخرى لم تكن مكتشفة من قبل.

## وسائل البحث عن المعادن
تستخدم الجهات المعنية في سلطنة عُمان كل الوسائل العلمية والبحثية الحديثة بما في ذلك التصوير بالأقمار الصناعية وإعداد الخرائط الجيولوجية واستخدام الوسائل الجيوفيزيائية كقياس المغناطيسية الأرضية والإشعاع الذري واستخدام الطائرات المجهزة بأحدث أجهزة الرصد والتصوير في رصد وتحديد مواقع المعادن والصخور الاقتصادية والتكوينات الجيولوجية المختلفة.

## أنواع المعادن المكتشفة

يعتبر الذهب أحد المعادن الموجودة بكميات لا بأس بها في سلطنة عُمان.

أدت عمليات البحث والتنقيب إلى اكتشاف معادن فلزية ورصاص وزنك إلى جانب الذهب والفضة وخصوصاً في منطقة الجبل الأخضر في المنطقة الداخلية من سلطنة عُمان كما تم تحليل صخور اللزفينيت الموجودة في مناطق عديدة من شمال السلطنة والتي تبين احتواؤها على الذهب والفضة وعناصر أخرى ثمينة، بالإضافة إلى اكتشاف صخور الأفيوليت والتي تغطي جزءاً كبيراً من سلاسل الجبال العمانية، وهي صخور ذات أهمية بيئية عالية حيث يعتبرها كثير من الباحثين أحد أهم الوسائل لمواجهة ظاهرة الاحتباس الحراري بسبب قدرتها الفائقة على امتصاص غاز ثاني أكسيد الكربون، ويقول العلماء أن كمية هذه الصخور - وتحديداً نوعية بيريودوتايت - في سلطنة عُمان «تكفي لتغطية العالم كله، وتكفي لامتصاص ثاني أكسيد الكربون الموجود في الغلاف الجوي لألف ضعف».

## النحاس
نظراً لاشتهار سلطنة عُمان باستخراج وتصنيع النحاس منذ آلاف السنين، تم إنشاء مشروع النحاس في ولاية صحار تحت إشراف الشركة الوطنية للتعدين وذلك لتصنيع وتصدير النحاس الذي يدخل في العديد من الصناعات الحيوية. وتعود أول شحنة تصدير من هذا المعدن إلى عام 1983 ومقدارها 500 طن متري، وتبلغ نسبة صفاءه 99.5 بالمائة وهي من أعلى المعدلات في العالم.

## الكروم
يأتي معدن الكروم مباشرة بعد النحاس ويحتل المرتبة الثانية، وقد تم اكتشاف نحو 450 موقعاً للكروم تتوزع في العديد من مناطق سلطنة عُمان، ويبلغ الاحتياطي من هذا المعدن نحو مليون طن متري. وجرى إنشاء شركة الكروم العمانية بمساهمة واسعة من القطاع الخاص لإستخراج الكروم وتصديره، كما يقوم أيضاً بعملية الاستخراج عدد كبير من المواطنين المدربين على ذلك وتقوم الدولة بشراء كل الإنتاج بأسعار تشجيعية.

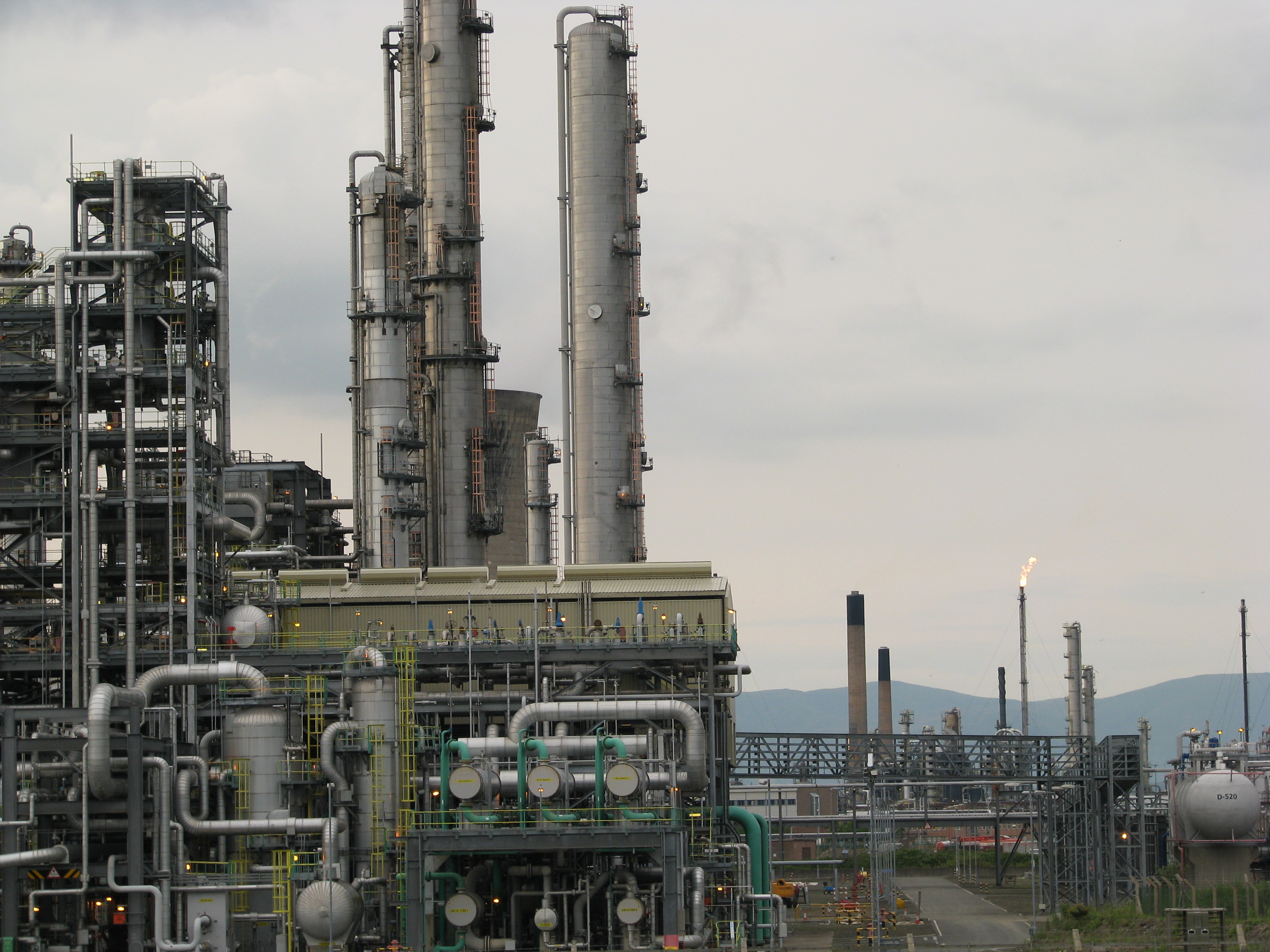
تجاوز إنتاج النفط في عُمان حاجز المليون برميل يومياً.

## النفط والغاز
أعلنت سلطنة عُمان خلال عام 2010 عن ثلاثة اكتشافات إضافية للنفط في حقل سياح في شمال منطقة الامتياز وحقلي الغبار في الشرق وعقيق في الوسط، وكان الاكتشاف المهم للغاز في حقل خلود غرب السلطنة. وفي عام 2015 تخطى معدل الإنتاج اليومي من النفط في سلطنة عُمان حاجز المليون برميل يومياً. ويبلغ احتياطي النفط في سلطنة عُمان حوالي 5,5 مليار برميل حسب آخر التقديرات.

## صخور الأفيولويت
اكتشف علماء الجيولوجيا أن صخور الأفيوليت المنتشرة بكثرة في سلطنة عُمان يمكنها امتصاص غاز ثاني أكسيد الكربون المسبب لظاهرة الاحتباس الحراري، وقالوا أنها تساعد على إبطاء ارتفاع درجات حرارة الأرض. ويوجد نوع معين من هذه الصخور يسمى البيريودوتايت يقول علماء الجيولوجيا أنه عندما يحدث تلامس بين ثاني أكسيد الكربون وهذه الصخور يتحول الغاز إلى مادة صلدة تسمى «الكالسيت»، وتعني كربونات الكالسيوم المتبلورة.
وفي عام 2006 قامت جامعة السلطان قابوس بإجراء بعض الأبحاث على هذه الصخور ولوحظ أنها تمتص ثاني أكسيد الكربون بشكل طبيعي في معظم الوديان بالسلطنة حيث تتوافر هذه الصخور، وأينما وُجدت مياه جارية يُلاحظ تفاعل هذه الصخور معها وتحولها إلى كلس أبيض. وبعد نقاشات وورش عمل، وضع علماء من مختلف أنحاء العالم أطروحتين لعملية امتصاص ثاني أكسيد الكربون بواسطة هذه الصخور، فبعض المدارس اقترحت عملية تسييل ثاني أكسيد الكربون من المصانع المصدرة للغاز وضخه عن طريق حفر الآبار، أما الأطروحة الثانية فاقترحت طحن هذه الصخور وخلط ثاني أكسيد الكربون المسال معها. ودفعت عدة مؤسسات تمويلية منها: المؤسسة الوطنية للأبحاث الأمريكية، ووكالة ناسا، ومؤسسة البحث العلمي الياباني، 4 ملايين دولار لبدء عملية الحفر والدراسة التي ستستمر لسنوات. وتشمل الدراسة منطقتين في سلطنة عُمان إحداهما بالقرب من وادي الطائيين في المجرى المؤدي إلى وادي ضيقة، ومنطقة أخرى بالقرب من سمد الشأن في ولاية المضيبي.
وأجرت جامعة السلطان قابوس عمليات مخبرية لدراسة فوائد هذه الصخور، ولوحظ أن هناك تفاعلاً سريعاً جداً بينها وبين المياه بشرط تزويدها بالحرارة. وخلصت الدراسة إلى أنه توجد جدوى اقتصادية لاستخدام هذه الصخور في امتصاص ثاني أكسيد الكربون. وتقوم الأفكار المطروحة حالياً على تصدير هذه الصخور لجميع أنحاء العالم لاستخدامها ونثرها على المناطق المائية المنتشرة خصوصاً المناطق البحرية للاستفادة من قدرتها على امتصاص ثاني أكسيد الكربون وحماية الشواطئ وزيادة الكائنات المرجانية فيها.